# Fever de l'Indiana
Maillots
Actualités
Le Fever de l’Indiana (en anglais Indiana Fever, « la Fièvre de l’Indiana ») est une franchise de basket-ball féminin de la ville d’Indianapolis dans l'État de l'Indiana, membre de la WNBA. Le club est associé à son homologue de NBA, les Pacers de l'Indiana. Il remporte le titre WNBA en 2012.

## Historique de la franchise
Lors de sa saison inaugurale en 2000, le Fever débute sous la direction d'Anne Donovan et de Nell Fortner avec leur pivot Kara Wolters. En 2001, le Fever drafte la star de Tennessee Tamika Catchings, mais une blessure diffère ses débuts d'un an.
Dès la saison WNBA 2002, la Rookie of the Year intègre le WNBA All-Star team et la franchise de l'Indiana dispute ses premiers playoffs. Les 2 exercices qui suivent cette campagne de 2002 sont des saisons de transition pour le Fever. L'équipe recrute la championne olympique Natalie Williams (2003) puis la star de Charlotte Kelly Miller (2004). Mais malgré des attentes assez élevées, Indiana ne dispute pas la postseason lors de ces 2 saisons, provoquant notamment la démission en 2003 de celle qui occupe à la fois les fonctions de manager général et entraîneur de la franchise, Nell Fortner. Avec leur nouveau coach Brian Winters, les joueuses du Fever n'atteignent pas les playoffs en 2004 mais y font leur retour la saison suivante, où elles remportent la première série de leur histoire contre New York, leur bourreau de 2002.
En 2012, le Fever accède pour la seconde fois aux finales WNBA, remportées 3 victoires à 1 contre le Lynx du Minnesota. En finale de conférence, le club perd Katie Douglas, puis Jeanette Pohlen au cours des finales sur blessure. Cependant, autour de la triple médaillée olympique Tamika Catchings, quatre joueuses inattendues se révèlent à ce niveau : Briann January, de retour de blessure, qui tient Seimone Augustus à 6 paniers sur 30 dans les deux dernières rencontres; Erlana Larkins, sans franchise WNBA depuis deux ans, qui entre tardivement dans le cinq majeur pour dominer le rebond dans les finales; la remplaçante attitrée Shavonte Zellous, avec le tir victorieux du deuxième match des finales de conférence et 30 points dans la troisième manche des finales; et Erin Phillips, l’Australienne écartée de la sélection olympique.

### Saison 2014
Lors de la saison 2014, débutée un peu péniblement avec l'absence pour blessure de leur leader Tamika Catchings, ainsi qu'en raison du départ vers d'autres cieux de Katie Douglas, l'équipe parvient malgré tout à remonter la pente pour se qualifier pour les Playoffs, où Indiana passe le premier tour et échoue de peu au tour suivant face au Sky mené par Elena Delle Donne. La belle face à Chicago, disputée à Indianapolis, marque d'ailleurs le dernier match de Lin Dunn, qui a coaché 334 rencontres de WNBA (Seattle, Indiana) de 2000 à 2014. Le Fever se classe deuxième de la Conférence est avec un bilan de 16 victoires pour 18 défaites en saison régulière

### Saison 2015
La naturalisation croate de Shavonte Zellous n'aboutissant pas pour des raisons administratives, elle fait son retour en WNBA dès la seconde semaine de compétition, ce qui entraine le départ de Briana Butler le 11 juin.
Après le All-Star break, le Fever remporte huit des neuf rencontres suivantes, meilleur bilan de la ligue malgré les absences d'Erlana Larkins, pour cause de blessure, et de Natalie Achonwa, retenue en sélection nationale et remplacée dans le cinq majeur par Lynetta Kizer. Sur cette période, l'équipe est première au scoring (81,3) et aux balles perdues provoquées (18,1) ainsi que quatrième aux points concédés (72,7). Pour sa première année comme head coach, Stephanie White fait moins jouer Tamika Catchings que par le passé avec 25,9 minutes par rencontre, profitant du banc le plus performant de la ligue (28 points par match).
Pour cette première saison sans Lin Dunn, la franchise garde un effectif stable complété de l'arrière Shenise Johnson obtenue des Stars contre leur premier tour de draft 2015 et de l'intérieure canadienne Natalie Achonwa draftée l'année précédente et qui effectue sa saison rookie après une année manquée pour cause de blessure. À l'issue de la saison régulière, Indiana termine 3e et se qualifie pour les playoffs pour la 11e saison consécutive, ce qui constitue un nouveau record dans l'histoire de la ligue.

### Saison 2016
Le 10 mai 2016, Layshia Clarendon est transférée par le Fever au Dream d'Atlanta contre un second tour de la draft 2017. De retour d'une blessure au genou, Jeanette Pohlen est signée mi-juillet 2016 par le Fever.
Peu avant la trêve olympique, le Fever inscrit 40 points durant le premier quart-temps lors de la victoire obtenue 98 à 77 face au Liberty de New York. Il s'agit de la quatrième fois dans l'histoire de la WNBA qu'une équipe inscrit 40 points dans une période.
En novembre 2016, le Fever engage Pokey Chatman remerciée quelques semaines plus tôt par le Sky de Chicago pour remplacer Stephanie White qui choisit de rejoindre la NCAA.

### Saison 2017
Le Fever connaît une saison difficile avec seulement 9 victoires, seules les Stars en obtenant moins. La fin de saison est marquée par les blessures de Briann January, Tiffany Mitchell et Shenise Johnson.

### Saison 2018
Après dix défaites consécutives, un record pour l'histoire de la franchise, le Fever obtient sa première victoire de la saison le 16 juin face au Dream d'Atlanta 96 à 64 avec notamment 19 et 21 points des rookies Kelsey Mitchell et Victoria Vivians. Le Fever rompt le contrat d'Hind Ben Abdelkader fin juin au profit de Cappie Pondexter, libérée par les Sparks.
Avec 6 succès, le Fever se classe dernier de la saison régulière, malgré une victoire lors de la dernière journée contre le Sky grâce notamment à 22 points de Candice Dupree et Cappie Pondexter.
En novembre 2019, Pokey Chatman est démise de ses fonctions et remplacée par Marianne Stanley, alors que Tamika Catchings est nommée manegeuse générale.

### Saison 2020
Le 30 août, Stephanie Mavunga est transférée au Sky contre Jantel Lavender et deux choix de la draft WNBA 2021 (un second et un troisième tours).

### Saison 2021
Le Fever enregistre un bilan de 6 victoires pour 26 défaites et ne se qualifie pas pour les play-offs, avec notamment une série de 11 revers consécutifs pour clore la saison régulière. Kelsey Mitchell est la meilleure joueuse de l'équipe avec 17,8 points par rencontre.
Lors de la draft 2024 de la WNBA, le Fever choisit Caitlin Clark en première position. Cette dernière remporte le titre de rookie de l'année. Le Fever (20 victoires en 40 rencontres) se qualifie pour les playoffs pour la première fois depuis 8 saisons mais est éliminé dès le premier tour. En octobre 2024, l'entraîneuse Christie Sides (en) est limogée.

## Palmarès, bilan et récompenses

### Palmarès
| Championnat nationale                                                                      | Autres titres                                                                                  |
| - Women's National Basketball Association (1) - Champion : 2012 - Finaliste : 2009 et 2015 | - Conférence Est (3) - Champion : 2009, 2012 et 2015 - Commissioner's Cup (1) - Champion: 2025 |

## Joueuses et personnalités

### Joueuses
- Aliyah Boston
- Tamika Catchings
- Caitlin Clark
- Katie Douglas
- Kelly Miller
- Kelsey Mitchell
- Tammy Sutton-Brown
- Tamika Whitmore
- Briann January
- Kristy Wallace

### Maillot retiré
Le Fever hisse la bannière de la coach Lin Dunn dans sa salle le 16 août 2014 ,.

## Identité du club

### Logotype

Logo depuis 2000.